# هودگن (اکلاهما)
هودگن (به انگلیسی: Hodgen) یک منطقهٔ مسکونی در ایالات متحده آمریکا است که در شهرستان لو فلور، اکلاهما واقع شده‌است.